# The Beautiful South

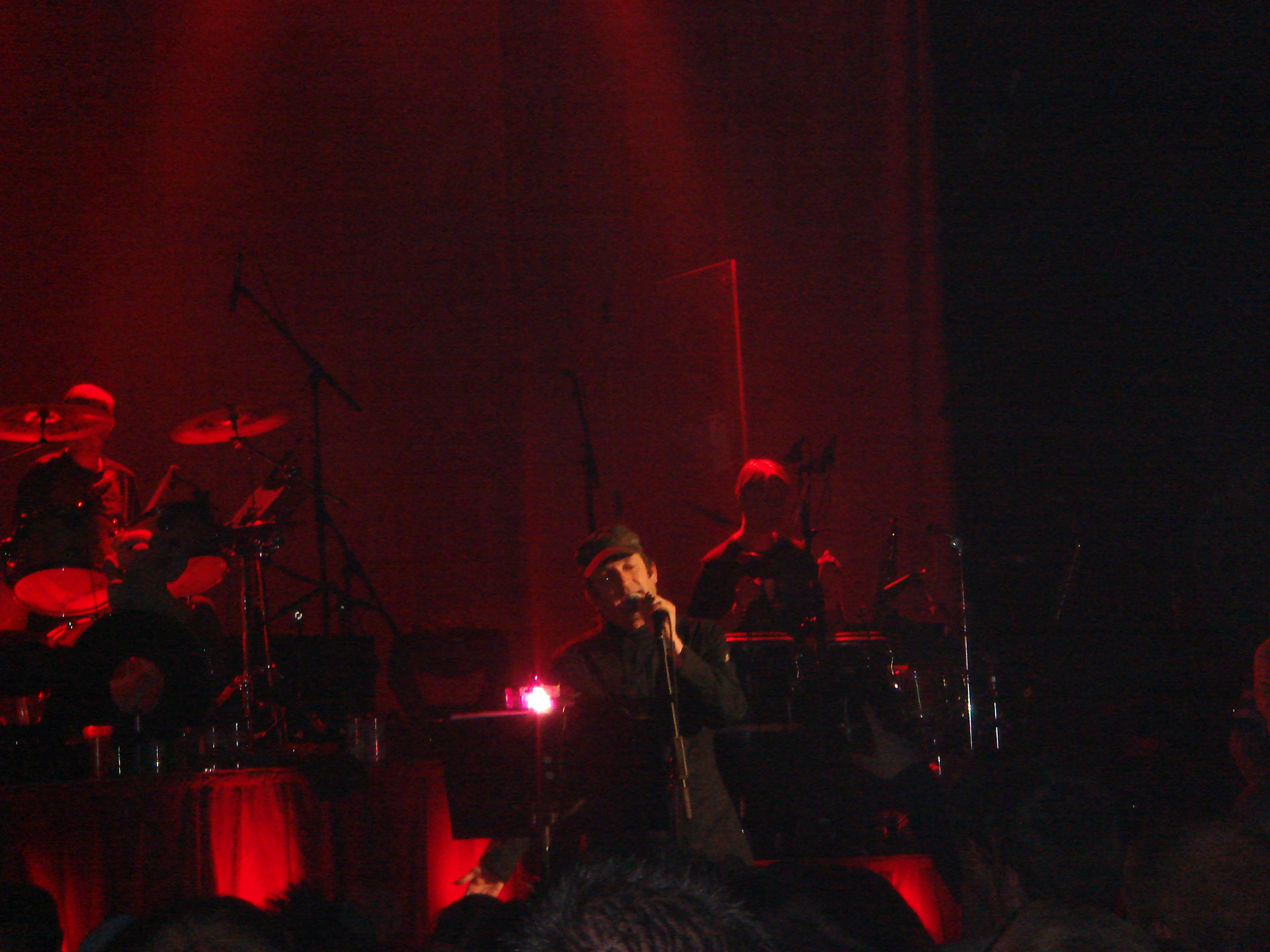
Paul Heaton, vocalista lider da banda

The Beautiful South foi uma banda de pop rock inglesa fundada em Hull por Paul Heaton e Dave Hemingway, ambos ex-integrantes do grupo de grande sucesso no começo dos anos 80 The Housemartins.
O grupo separou-se em janeiro de 2007 tendo vendido cerca de 15 milhões de discos em todo o mundo.

## Discografia

### Álbuns
- Welcome to the Beautiful South (1989)
- Choke (1990)
- 0898 Beautiful South (1992)
- Miaow (1994)
- Blue Is the Colour (1996)
- Quench (1998)
- Painting It Red (2000)
- Gaze (2003)
- Golddiggas, Headnodders and Pholk Songs (2004)
- Superbi (2006)